# 天満村 (愛媛県)
天満村（てんまむら）は、愛媛県の東予地方の宇摩郡にあった村。1954年3月31日に土居村、長津村、小富士村、蕪崎村、関川村との6箇村の合併で町制施行して宇摩郡土居町となり、自治体としては消滅した。その後、土居町は平成の大合併で四国中央市の一部となり、現在に至る。現在の四国中央市の最西端。燧灘沿岸。西を新居浜市に接する地域。

## 地理
関川の下流左岸。北を燧灘に面している。
東を平地にて蕪崎村に、西は多喜浜村（1953年（昭和28年）5月新居浜市に編入）に、南は関川村と関川を境に土居村と接す。
村名の由来
菅原道真をまつった祠があったことに由来すると伝えられる。

## 地域・社会
天満村当時は大字はなし。土居町となってから大字天満としなった。
天満
平成の合併により四国中央市になってからは、現地名を継承し、その前に土居町を付し、大字は省く。
四国中央市土居町天満

## 学校
小学校　-　天満小学校 - 1966年（昭和41年）蕪崎小学校と統合し土居町立北小学校となる。

## 歴史
江戸時代
- はじめ松山藩領。
- 寛永13年 - 川之江一柳直家領。
- 寛文10年 - 幕府領と西条藩領に分割。西条藩分を天満村（又は上天満村）、幕府領を下天満村としたが、境も判然としない状態であった。この状態は幕末まで続いた。また、当地を庄屋寺尾氏が治めていた。

近代
- 明治29年 - 農会設立。
- 明治末期から大正時代前半にかけてウンシュウミカンの導入、栽培奨励される。
- 大正9年 - 鉄道を利用しウンシュウミカンを神戸へ出荷。
- 昭和7年 - 柑橘出荷組合設立。

### 村の沿革
- 1889年（明治22年）12月15日 - 町村制施行に伴い、天満村、蕪崎村が合併して宇摩郡満崎村（まざきむら）が成立。大字天満に役場をおく。
- 1894年（明治27年）7月1日 - 満崎村が、天満村、蕪崎村に分割。
- 1954年（昭和29年）3月31日 - 土居村、長津村、小富士村、蕪崎村、関川村と合併して土居町となり、天満村は自治体としては消滅した。

| 1889年 12月15日                  | 1894年 7月1日 | 1954年3月31日 | 2004年4月1日 |
| -------------------------------- | ------------- | ------------- | ------------ |
| 満崎村                           | 満崎村        | 土居町        | 四国中央市   |
| 満崎村                           | 蕪崎村        | 土居町        | 四国中央市   |
| 関川村、長津村、小富士村、土居村 |               | 土居町        | 四国中央市   |

## 産業
江戸時代から、別子銅山をはじめとした鉱山関係の労役に従事していた人が多かった。明治時代後半になって本格的に農業振興が実施され、柑橘類の栽培も導入され、一時は阪神方面へ出荷されていた。